# Norte Central Paranaense
Norte Central Paranaense è una mesoregione del Paraná in Brasile.

## Microregioni
È suddivisa in 8 microregioni:
- Apucarana
- Astorga
- Faxinal
- Floraí
- Ivaiporã
- Londrina
- Maringá
- Porecatu